# Fremtidsværdi
Fremtidsværdien er nært forbundet med nutidsværdien. Fremtidsværdien betegner den fremtidige værdi af et beløb valgt i dag, og hvor der tages hensyn til en rente r.

Et konkret eksempel kunne være opsparingen der står i banken og trækker renter. 

## Formel
Fremtidsværdien kan beregnes ud fra følgende formel:

{\displaystyle {\mbox{FV}}=\sum _{t=0}^{N}NV(1+r)^{t}}
Hvor {\displaystyle (1+r)^{t}} benævnes diskonteringsfaktoren og NV beløbet, der skal spares op. 

Ved at isolere NV i formlen, kan man nå frem til formlen for nutidsværdien:

{\displaystyle {\mbox{NV}}=\sum _{t=0}^{N}{\frac {C_{t}}{(1+r)^{t}}}}

De to begreber er altså to sider af samme sag. 

## Eksempel
Tekst mangler, hjælp os med at skrive teksten